# Socha svatého Václava (Kunčice)
Socha svatého Václava se nalézá u silnice spojující Kunčice s městečkem Nechanice v okrese Hradec Králové v místě někdy nazývaném Malé Kunčice. Pozdně barokní pískovcová socha od neznámého autora pocházející z doby okolo roku 1760 je od 12. 11. 2014 chráněna jako kulturní památka ČR. Národní památkový ústav tuto sochu uvádí v katalogu památek pod rejstříkovým číslem ÚSKP 105492.

## Galerie

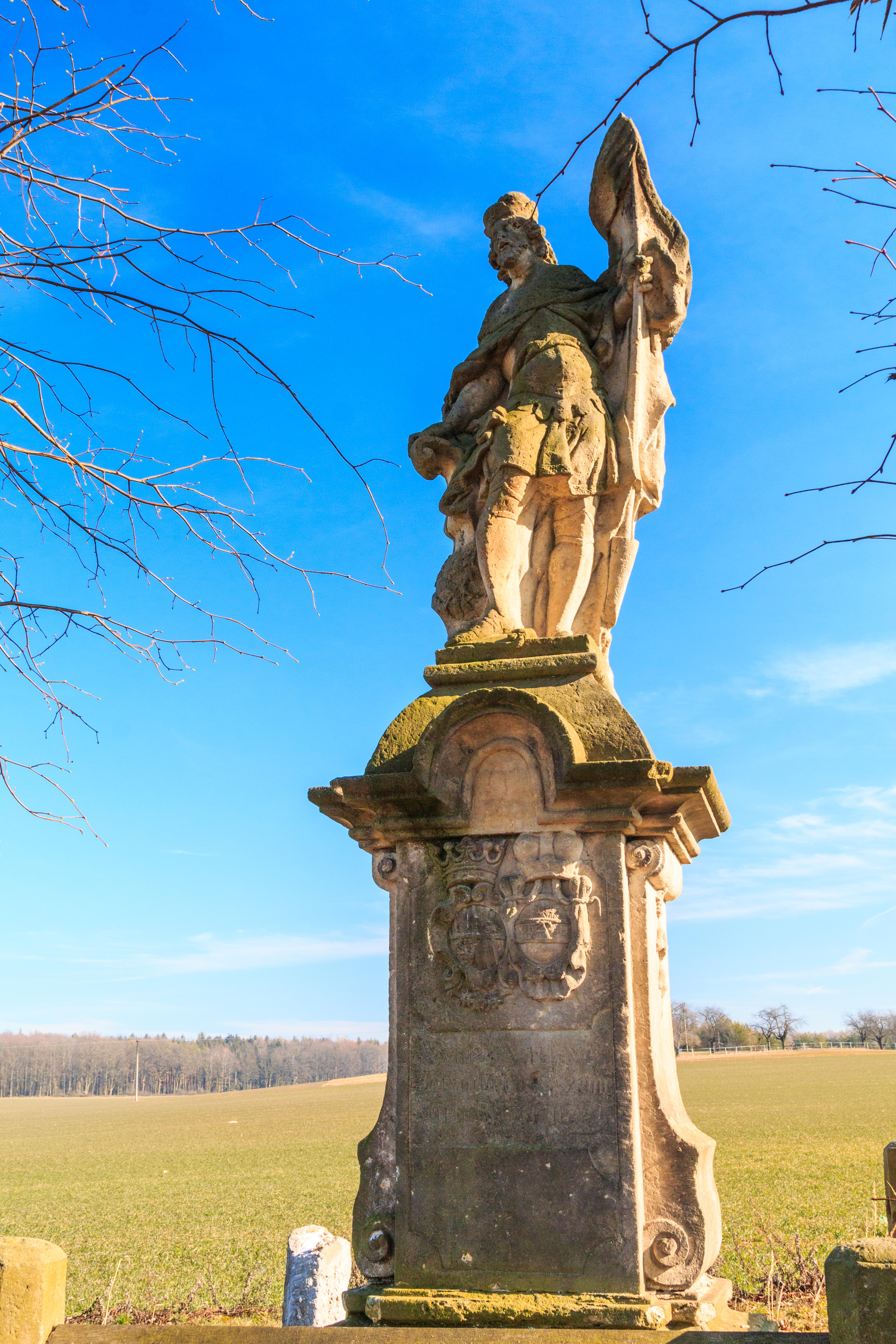
Socha svatého Václava u Kunčic
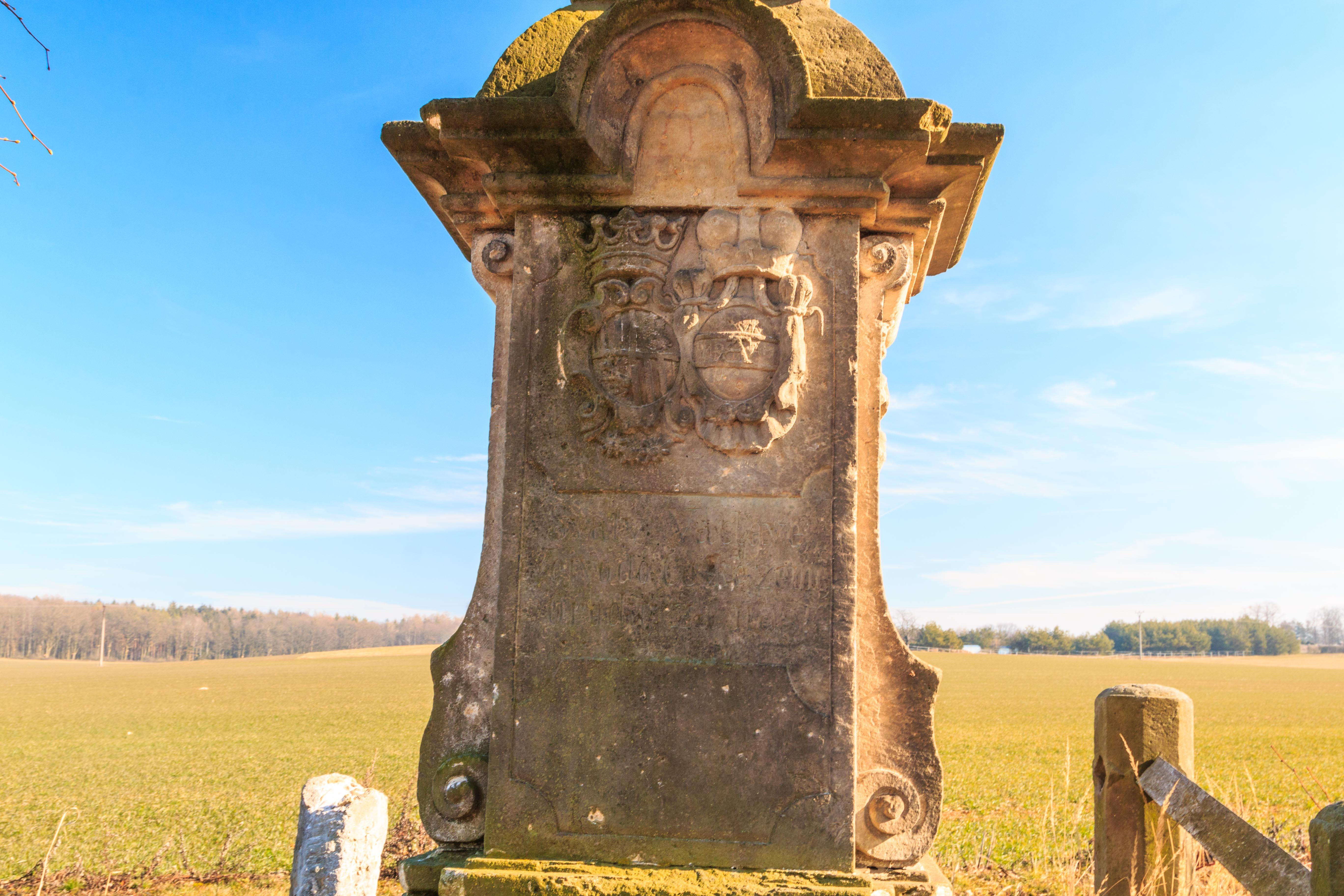
Socha svatého Václava u Kunčic